# Roberto Pérez Jauregi
Roberto Pérez Jáuregui (1949-1970) fue un militante antifranquista español muerto a consecuencia de los disparos recibidos cuando participaba en una manifestación contra el Proceso de Burgos en Éibar, Guipúzcoa, en la que las fuerzas de orden público utilizaron fuego real para su disolución.

## Biografía
Roberto Pérez Jáuregui nació en la población guipuzcoana de Éibar, en el País Vasco (España), en 1949. Después de cursar estudios primarios, estudió  de electricidad en la Escuela de Armería y, al finalizar, comenzó a  trabajar en la empresa Aguirre y Aranzabal. Se afilió al Partido Comunista de España (internacional), entonces clandestino, que luego cambiaría de nombre a  Partido del Trabajo de España (PTE).
Murió el 8 de diciembre de 1970 cuando contaba 21 años de edad, tras recibir un disparo de la policía  en la manifestación en protesta por el denominado Proceso de Burgos realizada en Éibar el 4 de diciembre.
El 3 de diciembre de 1970 comenzó en Burgos el juicio sumarísimo contra dieciséis miembros de la organización armada nacionalista vasca Euskadi Ta Askatasuna (ETA) acusados de los asesinatos de tres personas durante la dictadura del general Franco en los que se les pedía sendas condenas a muerte. Entre los encausados estaban los eibarreses Mario Onaindia, Jon Etxabe y Enrique Gesalaga, por lo que las manifestaciones de protesta y las huelgas generales tuvieron gran relevancia y una amplia participación en la ciudad armera.
En el transcurso de una de estas manifestaciones, el viernes 4 de diciembre, las fuerzas de orden público utilizaron fuego real para disolverla. En la primera carga ya hubo disparos y cayó herido Manuel Gil Uriarte, a quien alcanzó una bala que rebotó contra la pared de un edificio. Poco después se produjeron nuevas cargas en la parte baja de la ciudad, en la zona de Urkizu y Txonta, hiriendo de muerte a Roberto Pérez en la calle Carmen junto a la Iglesia de los Carmelitas, que falleció cuatro días más tarde, el 8 de diciembre.
Declarado el estado de excepción por tres meses en Guipúzcoa, su entierro civil fue un sentido homenaje laico en el que el pueblo apenas pudo participar por hallarse materialmente ocupado por la Guardia Civil.
La repercusión de la muerte de Roberto en las manifestaciones de protesta por el Juicio de Burgos fue muy importante. Finalmente, fruto de las numerosas manifestaciones populares, la intervención de altas jerarquías eclesiásticas y la presión internacional en contra de las penas de muerte solicitadas en el juicio, éstas fueron conmutadas.
El 4 de diciembre de 2010, con motivo del 40 aniversario de su fallecimiento, el pueblo de Éibar le rindió un homenaje y se colocó una placa conmemorativa en el lugar de su fallecimiento.